# Џеклин Кенеди Оназис
Џеклин „Џеки“ Ли Бувије Кенеди Оназис (енгл. Jacqueline „Jackie“ Lee Bouvier Kennedy Onassis; Њујорк, 28. јул 1929 — Њујорк, 19. мај 1994) је била супруга Џона Кенедија, који је био 35. председник Сједињених Америчких Држава.
Рођена је у богатој аристократској породици француског порекла. У младости је била новинарка листа Washington Times Heralda. За Џона Кенедија се удала 12. септембра 1953. године и све до атентата у Даласу 1963 је била прва дама САД. Године 1968. се удаје за грчког бродовласника Аристотела Оназиса са којим остаје у браку до његове смрти 1975. године. Исте године порнографски часопис Хаслер објављује папарацо слике наге Џеки Оназис, што изазива негодовање јавности широм САД. Била је сматрана иконом модног стила шездесетих година двадесетог века и на њу су се касније многе жене угледале. Преминула је у Њујорку 19. маја 1994. године.

## Детињство и младост

### Породица и младост
Џеклин Ли Бувије је рођена 28. јула 1929. године у болници Стони Брук Саутхемптон у Саутхемптону, Њујорк. Отац јој је био трговац на Вол Стриту, Џон Верноу, а мајка социјалисткиња Џенет Ли Бувије. Џеклинина мајка била је ирског порекла, а отац је имао француско, шкотско и енглеско порекло. Одгајана је у римокатоличкој вери. Њена сестра Ли рођена је четири године после Џеклин, 1933. године. Бувије је проводила своје ране године на Менхетну и Ласати, сеоском имању Бувијеових на Лонг Ајленду. Идеализовала је свог оца, који је такође много волео своју старију ћерку, називајући је "најлепшом ћерком коју је човек икада имао". Биографкиња Тина Флахерти указала је на Џеклинину рану самопоузданост.Бувије је од малих ногу била страсни љубитељ коња.  Успешно се такмичила у јахању, а љубав према овом спорту трајаће до краја њеног живота. Похађала је балет, а волела је и књижевност. Била је добра у учењу страних језика. Говорила је енглески, шпански, италијански и француски језик.
Године 1935. Бувије је уписала Манпинтанову школу Чапин, у којој је похађала седам разреда. Била је добра ученица, али је имала лоше владање. Брак Бувијеових био је оптерећен алкохолизмом њеног оца и варањима. Породица се такође борила са финансијским тешкоћама након пада Вол Стрита 1929. године. Растали су се 1936. године, а четири године касније и коначно развели. Штампа је објавила интимне детаље развода. Према њеном рођаку, Џону Дејвису, Бувије је била тешко погођена разводом својих родитеља. Имала је три браће и сестара из претходна два брака свог оца: Ига, Томаса и Нину. Најближа је била са Игом. Мајка јој је касније родила полусестру и полубрата: Џенет и Џејмса.
Након поновног склапања брака, породично имање у Вирџинији поново је постало пребивалиште сестара Бувије, иако су такође проводили време и на другом имању: Хамерсмит Фарм у Њупорту, Род Ајленд, и у дому њиховог оца у Њујорку. Иако је остала у добрим односима са оцем, Бувије је такође сматрала и очуха блиском очинском фигуром. Он јој је обезбедио егзистенцију. Након седам година проведених у Чапину, Бувије је похађала школу Холтон-Армс у северозападном Вашингтону од 1942. до 1944. године и школу Мис Портер у Фармингтону, Конектикат (1944-1947). Жаклина је касније ангажовала своју пријатељицу из ових дана, Ненси Тукерман, за секретарицу у Белој кући. Дипломирала је међу најбољим ученицима разреда и добила награду Марија Макинли за књижевни рад.

### Колеџ и рана каријера
Бувије је на јесен 1947. године уписала колеџ Васар у Њујорку, који је у то време била школа за жене. Желела је да похађа колеџ Сара Лоренс, ближе Њујорку, али су њени родитељи инсистирали да одабере географски изолованији колеџ Васар. Бувије је била изврсна ученица, која је учествовала у уметничким и драмским секцијама и писала за школске новине. Због везаности за родно место, викендом је путовала на Менхетн, те није активно учествовала у друштвеном животу своје школе. У овом периоду Џеклин почиње да упознаје елиту. Своју прву годину (1949-1950), Бувије је провела у Француској, на Универзитету у Греноблу и на Сорбони у Паризу, на програму студирања у иностранству преко Смит колеџа. По повратку кући, пребацила се на Универзитет Џорџ Вашингтон у Вашингтону, дипломирајући 1951. године са дипломом за француску књижевност. Током првих година свог брака са Кенедијем, Бувије је предавала америчку историју на Универзитету Џорџтаун у Вашингтону.
Док је похађала Универзитет Џорџ Вашингтон, Бувије је освојила награду часописа Вогуе, изабрана међу неколико стотина других жена. Добила је посао у редакцији часописа, који је подразумевао шестомесечни рад у канцеларији у Њујорку, после чега би шест месеци радила у Паризу. Пре него што је започела да ради, Бувије је путовала са својом сестром Ли у Европу током лета исте године. Путовање је било тема њене једине аутобиографије, чији је коаутор била сестра Ли. То је уједно и једино дело које садржи Џеклинине цртеже. Првог дана рада у Вогуе, уредник ју је саветовао да напусти посао и да се врати у Вашингтон. Према биографкињи Барбари Леминг, уредница је била забринута због Бувијеиног брачног стања - имала је 22 године, што је у то време било неуобичајено за неудату девојку. Бувије је послушала савет и након само једног дана рада се вратила у Вашингтон.
Бувије се вратила у Меривуд. Породични пријатељ упутио ју је на Вашингтон Тајмс-Хералд, где ју је уредник Франк Валдроп ангажовао као хонорарног новинара. Недељу дана касније затражила је изазовнији писао, а Валдроп ју је послао главном уреднику Сиднеју Епстајну. Он ју је, и поред неискуства, унајмио за истраживачког новинара са камером. Плата јој је била 25 долара недељно. Радни задатак Бувије подразумевао је да поставља духовита питања насумично изабраним појединцима са улице, снима их и објављује у новинама, са одабраним цитатима из њихових говора. Вињета се звала "човек на улици". Бувије је обављала интервјуе и са познатим личностима, попут шестогодишње Триције Никсон. Са њом је обавила интервју неколико дана након што је њен отац, Ричард Никсон, изабран за подпредседника на изборима 1952. године. У то време, Бувије је била накратко верена за Џона Хустеда. Неколико месеци након веридбе, Бувије је раскинула заруку, јер је Хустед био "незрео и досадан", када га је боље упознала.

## Брак са Џоном Ф. Кенедијем
Бувије и амерички представник Џон Ф. Кенеди припадали су истом друштвеном кругу. Упознао их је заједнички пријатељ, новинар Чарлс Бартлет, на вечери маја 1952. године. Бувије је привлачио Кенедијев физички изглед, шарм, духовитост и богатство. Пар је такође делио слична религијска расположења, страст ка писању, читању, а такође су обоје раније живели у иностранству. Кенеди је био заузет кандидатуром за председника америчког Сената у Масачусетсу; веза је постала озбиљна и он ју је запросио након избора у новембру исте године. Бувије је требало мало времена да прихвати, јер јој је додељено да извештава о крунисању краљице Елизабете у Лондону, за Вашингтон-Хералд. Након месец дана проведених у Европи, вратила се у Сједињене Државе и прихватила Кенедијев предлог за брак. Затим је поднела оставку на место новинара. Њихова веридба обављена је 25. јуна 1953. године.
Бувије и Кенеди венчали су се 12. септембра 1953. године у Цркви Свете Марије у Њупорту на Род Ајленду. Мису је водио бостонски надбискуп Ричард Кушинг. Свадба се сматрала друштвеним догађајем сезоне са 700 гостију на церемонији и 1200 на пријему који је уследио на Хамерсмит Фарм. Венчаницу, која се сада налази у Библиотеци Кенеди у Бостону, Масачусетс, дизајнирала је дизајнерка Ана Лов из Њујорка.
Медени месец провели су у Акапулку у Мексику, пре него што су се сместили у свој нови дом, Хикори Хил у Маклејну, Вирџинија (предграђе Вашингтона). Џеклин је имала добре односе са тастом и таштом, Џозефом и Розом Кенеди. У раним годинама брака, пар се суочио са неколико проблема. Џон је патио од Адисонове болести и од хроничног бола у леђима, који је погоршан ратном повредом. Крајем 1954. године Кенеди је подвргнут скоро фаталној операцији кичне. Поред тога, Џеклин је доживела побачај 1955. године, а августа следеће године родила је мртворођену ћерку Арабелу. Касније су продали имање на Хикори Хилу Џоновом брату Роберту, који је тамо прешао да живи са породицом. Кенеди је купио кућу у Џорџтауну. Џеклин је са супругом такође боравила и у стану у улици Бовдоин 122 у Бостону, током каријере Кенедија као конгресмена.
Џеклин је родила ћерку Каролину 27. новембра 1957. године. У то време Кенеди је био у кампањи за поновни избор у Сенат. Позирао је заједно са женом и ћерком за насловницу часописа "Живот" 21. априла 1958. године. Кенеди је брзо почео да примећује вредност коју му је супруга доносила у кампањи. Кенет о Донел се присећала да је величина гомиле која је пратила Кенедија била двоструко већа када је он био у пратњи супруге. Роза Кенеди је приметила да Џеклин не прија велика медијска пажња, због њене стидљивости. Новембра 1958. године Кенеди је изабран за други мандат. Заслуге за то приписивао је својој жени.
Јула 1959. године историчар Артур Шлесингер обавио је први разговор са Џеклин. Те године Кенеди је путовао у 14 држава, а Џеклин је остала кући, како би се бринула о њиховој ћерки Каролини. Такође је саветовала супруга око избора гардеробе у предстојећој председничкој кампањи. Отпутовала је у Лујзијану да посети Едмунда Регија и да помогне свом супругу да стекне подршку за предстојећу председничку кандидатуру.

## Прва дама САД

### Кампања
Кенеди је 3. јануара 1960. године најавио кандидатуру за председника САД и покренуо своју кампању широм земље. У првим месецима изборне године, Џеклин је пратила свог супруга на путовањима и пријемима. Убрзо након што је започела кампања, Џеклин је затруднела. Због својих високо ризичних трудноћа, одлучила је остати код куће у Џорџтауну. Џеклин је након тога учествовала у кампањи пишући недељне колумне, одговарајући на преписке и дајући интервјуе медијима. Упркос томе што није учествовала активно у кампањи, Џеклин је привукла пажњу, пре свега због својих одабира гардеробе. Често је стављана на насловнице модних часописа и проглашена је једном од 12 најбоље обучених жена света. Склоност француским дизајнима гардеробе и великој потрошњи донела јој је негативне критике. Како би прикрила своје богатство, Џеклин је наглашавала количину посла који обавља за кампању и одбила је јавно расправљати о свом избору одеће.
Демократе су 13. јула 1960. године у Лос Анђелесу номиновале Кенедија за председника САД. Због трудноће, Џеклин није присуствовала номинацији, која је најављена десет дана раније. Налазила се у граду Хијанис Порт, док је гледала расправу 26. септембра 1960. године - прву председничку дебату између њеног супруга и републиканског кандидата Ричарда Никсона, који је био актуелни подпредседник. Маријана Канон, супруга Артура Шлезингера, посматрала је расправу са њом. Данима након расправе, Џеклин је контактирала Шлезингера и обавестила га да Џон жели његову помоћ у припреми за трећу расправу 13. октобра. Пожелела је да они дају супругу нове идеје и говоре. Кенедијеви су се 29. септембра 1960. године појавили на заједничком интервјуу "Човек на човека", који је водио Чарлс Колингвуд.

### Као Прва дама
Џон Кенеди је 8. новембра 1960. године победио републиканског представника Ричарда Никсона. Нешто више од две недеље касније, 25. новембра, Џеклин је родила првог сина, Џона Ф. Кенедија Јуниора. Провела је две недеље опорављајући се у болници, током којих су медији извештавали о најситнијим детаљима њеног живота и живота тек рођене бебе. Кенеди је положио заклетву 20. јануара 1961. године. Брачни пар Кенедијевих се разликовао од брачног пара Ајзенхауерових, у односима са медијима и подршком међу младима. Историчар Џил Трој напоменуо је да су се Кенедијеви добро уклопили у ТВ оријентисану културу раних 1960-тих година. Расправа о Џеклининим модним изборима наставила се и док је живела у Белој кући. Ангажовала је дизајнера Олега Касинија. Била је прва Прва дама која је запослила секретарицу за штампу, Памелу Турнур, и пажљиво одржавала контакт са медијима, избегавајући да даје јавне изјаве и строго контролишући фотографисање своје деце. Медији су представили Џеклин као идеалну жену. Џеклин је привлачила и пажњу светске јавности и привлачила савезнике за политику Беле куће у време Хладног рата.
Иако је изјавила да јој је приоритет као Прве даме брига о председнику и њиховој деци, Џеклин је своје време посвећивала и промоцији америчке уметности и историје. Обнова Беле куће био је њен главни допринос, али је она такође организовала и друштвене догађаје, који су окупљали елиту из политике и уметности. Један од њених неостварених циљева био је оснивање Одељења за уметност, али је допринела оснивању Националне задужбине за уметност и Националне задужбине за хуманистичке науке, основане у време Кенедијевог мандата.

### Санација Беле куће
Џеклин је посетила Белу кућу у два наврата, пре него што је постала Прва дама; први пут на школској екскурзији 1941. године и поново као гост одлазеће Прве даме Мејми Ајзенхауер, непосредно пре инаугурације свог супруга. Била је веома разочарана када је открила да су собе за госте опремљене неугледним комадима намештаја, који су имали малу историјску позадину. Први велики пројекат Џеклин као Прве даме био је да Белој кући врати историјски карактер. Првог дана боравка започела је свој пројекат уз помоћ "Сестара Париш". Одлучила је да Белу кућу учини погодном за породични живот, додајући кухињу на породичном спрату и нове собе за своју децу. Сума од 50.000 долара која је одређена за ово реновирање готово је одмах потрошена. Основала је Комитет за ликовну уметност који би надгледао и финансирао наставак радова и тражила је савете америчког стручњака за намештај, Хенрија Ду Понта. Да би се решио проблем финансија, објављен је водич Беле куће, од чије продаје је финансирана рестаурација. Џеклин је надгледала редизајн и пресађивање баште. Након убиства њеног супруга, башта је преименована у "Башту Џеклин Кенеди". Џеклин је спречила рушење историјских домова на тргу Лавајет у Вашингтону, увиђајући њихову историјску вредност.
Пре Кенедијевих, председници и њихове породице односили су одећу и друге предмете из Беле куће приликом одласка. То је довело до недостатка оригиналних историјских предмета у кући. Џеклин се побринула да се овај намештај врати. Лично је писала донаторима, како би пронашла овај нестали намештај. Кенеди је покренуо предлог закона да намештај Беле куће постане власништво Смитсонијан институције, а не да буде на располагању одлазећим бившим председницима. Џеклин је основала и Историјско удружење Беле куће, Комитет за очување Беле куће, место сталног кустоса Беле куће, Чувара Беле куће. Била је прва америчка председница која је упослила кустоса Беле куће.
Џеклин је 14. фебруара 1962. године, у пратњи Чарлса Колинвуда из "CBS News" организовала телевизијску емисију обилазак Беле куће. Филм је гледало 56 милиона гледалаца у Сједињеним Државама, а касније је емисија дистрибуирана у 106 земаља. Џеклин је освојила награду Академије за телевизијску уметност и награду Еми 1962. године, коју је у њено име прихватила леди Бирд Џонсон. Била је једина Прва дама која је освојила Емија.

### Путовања
Током председниковања свог супруга, Џеклин је више од било које претходне Прве даме путовала у службене посете лично или са супругом. Показала се популарном међу страним државницима, упркос почетној бојазни да неће имати "политичку привлачност". Прва службена посета Кенедијевих Француској из 1961. године преношена је на телевизији. Снимљен је специјал на француском језику, са Првом дамом на травњаку Беле куће. Након доласка у Француску, Џеклин је импресионирала јавност својим познавањем француског језика и француске историје. На крају посете, магазин Тајм је био одушевљен Првом дамом. Кенеди се нашалио: "Ја сам човек који је пратио Џеклин Кенеди у Паризу - и уживао сам у томе".
Из Француске, Кенедијеви су отпутовали у Беч у Аустрију. Од совјетског премијера Никите Хрушчова Џеклин је касније добила штене. Животиња је била потомак Стрелке, пса кога су Совјети послали у свемир. Кенеди је посетила Индију и Пакистан, са сестром Ли Радзвил. Обилазак је био довољно документован у фото-новинарству као и у часописима Џона Кенета Галбрајта. Председник Пакистана Ајуб Кан поклонио је Џеклин коња по имену Сардар. Током своје посете Белој кући приметио је да са Првом дамом дели страст према коњима. Дописница Ан Чамберлин приметила је да се Џеклин "сјајно понашала", мада је њена посета привукла мање пажње него посете Двајта Ајзенхауера и краљице Елизабете. Џеклин је током три године мандата путовала у разне друге земље, попут Авганистана, Аустрије, Канаде, Колумбије, Уједињеног Краљевства, Грчке, Италије, Мексика, Марока, Турске, Венецуеле. За разлику од свог супруга, Џеклин је течно говорила шпански језик, који је користила за обраћање латиноамеричкој публици.

### Смрт одојчади
Почетком 1963. године Џеклин је поново остала трудна, због чега је морала да смањи дужности. Већину лета провела је у кући коју је изнајмила на острву Скуав, у близини Кејп Кода, Масачусетс. Пет недеља пре заказаног рока, Џеклин се породила (7. август). Родила је дечака Патрика Бувијеа Кенедија, царским резом. Дететова плућа нису се потпуно развила, па је пребачен у дечју болницу у Бостону, где је умро два дана након рођења. Џеклин је остала у ваздухопловној бази Отис где се опорављала након царског реза. Њен муж је отишао у Бостон да буде са њиховим малим сином. Био је присутан када му је син умро. Дана 14. августа председник се вратио у Отис како би одржао импровизовани говор захвалности медицинском и војном особљу који су му породили жену. У знак захвалности, особље болнице утиснуто је на литографију у Белој кући.
Прва дама била је дубоко погођена Патриковом смрћу. Ушла је у стање депресије. Међутим, смрт детета имала је позитиван утицај на односе у браку. Пар је зближен заједничком тугом. Артур Шлезингер написао је да је брак био никад чвршћи него у касним месецима 1963. године. Џеклинин пријатељ Аристотел Оназис био је свестан њене депресије и позвао ју је на своју јахту да се опорави. Кенеди је у почетку показивао резерве, али је касније пристао, јер је веровао да је то било "добро за њу". Прва дама вратила се у САД 17. октобра 1963. године. Касније ће рећи да је жалила што је отишла далеко, али да је морала због депресије изазване смрћу детета.

## Убиство и сахрана Џона Ф. Кенедија
Брачни пар кренуо је 21. новембра 1963. године на политичко путовање у Тексас. Циљева је било неколико. Ово је био први пут да се Џеклин придружила своме супругу на таквом путовању у САД. Након доручка, 22. новембра, путовали су кратко авионом из ваздухопловне базе Форт Ворт до Даласовог поља љубави, у пратњи гувернера Тексаса Џона Коналија и његове супруге Нели. Прва дама носила је јарко розе Шанел одело и шешир кога је одабрао лично њен супруг. У пратњи моторних возила требали су прећи до Трејд Марта 15,3 км, где је председник требао разговарати са гувернером на ручку. Прва дама седела је лево од свог супруга, у трећем реду седишта у председничкој лимузини, а гувернер и његова супруга седели су испред. Потпредседник Линдон Џонсон и његова супруга седели су у другом аутомобилу у пратњи.
Након што је лимузина скренула у улицу Елм, Прва дама је чула оно што је сматрала паљењем возила и није схватила да је реч о пуцњави, све док није чула гувернера Конелија како вришти. У року од 8,4 секунде запуцала су још два хица, од којих је један погодио њеног супруга у главу. Скоро одмах је покушала да се домогне стражње стране лимунзине. Касније је агент Тајне службе, Клинт Хил, рекао Вореновој комисији да мисли да је Џеклин посегла преко седишта по комадић лобање свог мужа, коју је метак разнео. Хил је отрчао до аутомобила и скочио на њега, усмеравајући је натраг до свог седишта. Док је Хил стајао на задњем бранику, фотограф Асошијејтед преса Ајк Алтгенс снимио је фотографију која је истакнута на насловним странама широм света.
Председник је одведен у оближњу болницу Паркланд 3,8 км далеко. На захтев Прве даме, дозвољено јој је да присуствује у операционој сали. Након што је Џеклинин супруг проглашен мртвим, одбила је да скине своју одећу умрљану крвљу и пожалила се што је испрала крв са лица и руку, објашњавајући госпођи Берд Џонсон да је желела да "сви виде шта су урадили Џеку". Наставила је да носи ружичасто умрљано одело док се укрцавала на Еир Форс авион, а стајала је у њему и поред Џонсона док је полагао заклетву. Џонсон је желео да Џеклин буде присутна како би доказала легитимитет његовог доласка на власт.
Џеклин је предузела активну улогу у планирању сахране свог супруга. Захтевала је затворени ковчег, надјачавајући протесте свог девера Роберта. Погребна служба одржана је у катедрали Светог Матеје у Вашингтону, а сахрана је обављена на оближњем националном гробљу Арлингтон. Џеклин је предводила поворку која се кретала пешице и запалила је вечни пламент, упаљен на њен захтев. Седмицу након убиства, нови председник Линдон Џонсон издао је наредбу којом је основана Воренова комисија. Предводио ју је главни судија Ерл Ворен, а њен задатак био је да истражи атентат. Десет месеци касније Комисија је издала свој извештај са контроверзним закључком да је Ли Харви Освалд самостално наступио. Приватно се Џеклин мало бринула о истрази, наводећи да чак и ако казне оптуженог, то неће вратити њеног супруга. Ипак, дала је изјаву Вореновој комисији. Џеклин се након убиства супруга повукла из јавног живота, осим краткотрајног појављивања у Вашингтону у част агента Тајне службе, Клинта Хила, који се попео на лимузину у Даласу како би покушао да заштити њу и председника.

## Живот после атентата (1963–1975)
У интервјуу који је дала недељу дана након убиства супруга, 29. новембра 1963. године, Џеклин је упоредила године Кенедијевих у Белој кући са митским Камелотом краља Артура, коментаришући да би председник често свирао насловну песму Лернера и Лоева, пре него што би се повукао у кревет. Такође је цитирала краљицу Гвеневере из мјузикла, покушавајући да изрази бол коју је осећала. Ера Кенедијеве администрације касније се често називала "Ера Камелота", мада су историчари касније тврдили да то поређење није примерено. Џеклин и њена деца су након убиства остали две седмице у Белој кући. Желећи да "уради нешто лепо за Џеки", Линдон Џонсон јој је понудио место амбасадора у Француској, свестан њене љубави према култури те земље. Џеклин је одбила понуду, као и понуде амбасадора у Мексику и Великој Британији. На њен захтев, Џонсон је недељу дана након убиства председника преименовао свемирски центар у центар "Џон Ф. Кенеди". Џеклин је касније јавно похвалила Џонсона због његове љубазности.
Џеклин је 1964. годину провела у жалости и приредила је неколико јавних наступа. Нагађа се да је патила од недијагностикованог посттрауматског поремећаја, односно стреса који је био последица флешбекова. Зиму након убиства Џеклин је са децом провела у кући Аверел Хариман у Џорџтауну. Она се 14. јануара 1964. године појавила на телевизији у канцеларији генералног тужиоца, захваливши се јавности на "стотинама хиљада порука" које је добила након убиства, а у којима су грађани Америке изражавали своје саучешће. Купила је кућу за себе и своју децу у Џорџтауну, али ју је продала касније 1964. године и кулила стан на Петој авенији, на 15. спрату од 250.000 долара.
Следећих година Џеклин је присуствовала спомен-меморијалима свом покојном супругу. Такође је надгледала оснивање председничке библиотеке и музеја Џона Ф. Кенедија. Дизајниран од стране архитекте И. М. Пеија, био је смештен поред кампуса Универзитета Масачусетс у Бостону. Смрт председника Кенедија била је предмет медијске пажње 1966−1967. године, када су Џеклин и Роберт Кенеди покушали да то зауставе. Тужили су издаваче Харпера и Рова децембра 1966. године. Пресуда је донета у њену корист и чланци који су детаљно описивали приватни живот брачног пара морали су бити уклоњени.
Током Вијетнамског рата, новембра 1967. године, магазин Лајф је назвао Џеклин "америчким лутајућим амбасадором", када су она и Дејвид Ормсби Гор, бивши британски амбасадор у САД током Кенедијеве администрације, путовали у Камбоџу и посетили верски комплекс Ангкор Ват са шефом државе Нородом Сиханоуком. Према историчару Милтону Осборну, Џеклинина посета означила је почетак отопљавања односа Камбоџе и САД. Односи су до тада били веома лоши. Џеклин је присуствовала погребу Мартина Лутера Кинга Млађег у Атланти, Џорџија, априла 1968. године, упркос почетном оклевању због сећања која је имала на свог супруга.

## Брак са Аристотелом Оназисом
Након смрти Роберта Кенедија 1968. године, Џеклин је, како се извештава, претрпела депресију једнако снажну као пет година раније. Уплашила се за свој и живот своје двоје деце, рекавши: "Ако убију Кенедија, онда су моја деца мета... Желим да одем из ове земље". Дана 20. октобра 1968. године Џеклин се удала за свог дугогодишњег пријатеља Аристотела Оназиса, богатог грчког бродарског магната, који је био у стању да њој и њеној деци обезбеди приватност и сигурност. Венчање је обављено на Скорпиосу, Оназисовом приватном грчком острву у Јонском мору. Након што се удала за Оназиса, узела је његово презиме. Тиме је изгубила право на заштиту Тајне службе, које су уживале удовице америчких председника. Други брак створио је негативну слику у јавности. Чињеница да је Аристотел био разведен, а његова бивша супруга Атина Ливанос још увек жива, довела је до спекулација да би римокатоличка црква могла да екскомуницира бившу америчку председницу, мада је такве вести бостонски надбискуп, кардинал Ричард Кушинг, одбацио као "глупост". Џеклин је постала мета папараца који су је свуда пратили. Пратио ју је и нови надимак: "Џеки О".
За време свог брака, пар је настањивао шест различитих локација: Џеклинин стан на 15. спрату у згради на Петој авенији на Менхетну, фарму коња у Њу Џерзију, стан Авенија Фокс у Паризу, приватно Аристотелово острво Скорпиос, кућа у Атини и јахта Кристина О. Џеклин је осигурала својој деци да наставе контакт са породицом Кенеди. Тед Кенеди их је често посећивао. Развила је блиску везу са Тедом, који је од тада био умешан у њене јавне наступе. Здравље Аристотела Оназиса нагло се погоршало након смрти његовог сина Александра у авионској несрећи 1973. године. Умро је од прекида дисања у 69. години живота у Паризу, 15. марта 1975. године. Његова финансијска заоставштина била је строго ограничена грчким законом, који је диктирао колико негрчки преживели супружник може наследити новца. Након две године правног спора, Џеклин је на крају прихватила нагодбу у износу од 26 милиона долара од Кристине Оназис.

## Болест, смрт и сахрана
Џеклин је последњи пут напустила болницу у Њујорку 18. маја 1994. године. Следеће ноћи у 22:15, умрла је у сну у свом стану на Менхетну у животној доби од 64 године. Следећег јутра, Џон Кенеди Млађи јавио је новинарима о смрти своје мајке, наводећи да је била окружена "пријатељима, породицом и књигама, људима и стварима које је волела". Погребна миса одржана је 23. маја 1994. године неколико улица даље од њеног стана, у цркви Светог Игнација Лојоле, католичке жупе у којој је крштена 1929. године. Пребачена је на Национално гробље Арлингтон, где је сахрањена поред првог супруга, сина Патрика и мртворођене ћерке Арабеле. Председник Бил Клинтон одржао је говор на сахрани. Сахрани су присуствовали два преживела детета и три унука, сестра Ли, зет Едвин Шлосберг и полубрат Џејмс. Оставила је иза себе чија је вредност процењена на 43,7 милиона долара.